# ریمینگتون
ریمینگتون (به انگلیسی: Rimington) یک روستا و محله مدنی در بریتانیا است که در Ribble Valley واقع شده‌است. ریمینگتون ۳۸۲ نفر جمعیت دارد.